# Pawieł Bielajew
Pawieł Iwanowicz Bielajew, ros. Павел Иванович Беляев (ur. 26 czerwca 1925 w Czeliszczewie, obecnie obwód wołogodzki, zm. 10 stycznia 1970 w Moskwie) – radziecki kosmonauta, pułkownik lotnictwa, Lotnik Kosmonauta ZSRR.

## Życiorys
W 1942 roku po ukończeniu 10-latki pracował w zakładach przemysłowych jako tokarz. Jako ochotnik w 1943 roku wstąpił do Armii Czerwonej. W 1945 roku ukończył szkołę lotników. Brał udział w wojnie radziecko-japońskiej (sierpień–wrzesień 1945 r.). Później służył w siłach powietrznych ówczesnego ZSRR.
Od 1956 roku był słuchaczem Akademii Sił Powietrznych (później im. J.A. Gagarina), którą ukończył w 1959 roku. W 1960 roku trafił do pierwszej grupy radzieckich kosmonautów. W jej składzie znajdował się do śmierci w 1970 roku. Przeszedł przygotowania do lotów na pokładach statków kosmicznych Wostok i Woschod.
W dniach 18–19 marca 1965 roku odbył lot kosmiczny w charakterze dowódcy statku Woschod 2. Podczas tego lotu drugi pilot statku Aleksiej Leonow dokonał po raz pierwszy wyjścia w otwartą przestrzeń kosmiczną. Podczas lądowania Woschoda 2, z powodu awarii systemu orientacji statku na Słońce, Pawieł Bielajew był zmuszony dokonać ręcznej orientacji pojazdu kosmicznego oraz włączenia silnika hamującego. Obie operacje zostały wtedy wykonane po raz pierwszy w historii załogowych lotów kosmicznych. Lot trwał 26 godzin 2 minuty i 17 sekund. Statek lądował w tajdze, w odległości około 180 km na północ od miasta Perm, gdzie kosmonauci spędzili ponad dwie doby, oczekując na mrozie na ekipę ratunkową i odstraszając wilki strzałami z pistoletu.
W następnych latach przygotowywał się do lotów na statkach typu Sojuz.
Zmarł 10 stycznia 1970 roku w Moskwie z powodu krwawienia żołądka.

## Nagrody i odznaczenia
- Medal „Za zwycięstwo nad Niemcami w Wielkiej Wojnie Ojczyźnianej 1941–1945” (1945)
- Medal „Za zwycięstwo nad Japonią” (1945)
- Medal „Za zasługi bojowe” (1953)
- Order Czerwonej Gwiazdy (1961)
- Medal „Za ofiarną pracę w Wielkiej Wojnie Ojczyźnianej 1941–1945" (1965)
- Medal „Za rozwój dziewiczych ziem” (1965)
- uhonorowany tytułem Bohatera Związku Radzieckiego (1965)
- tytuł Lotnik Kosmonauta ZSRR (1965)
- Order Lenina (1965)
- Order Karla Marksa (NRD, 1965)
- Order Georgi Dimitrowa (Bułgaria, 1965)
- Order Suche Batora (Mongolia, 1967)
- Jego imieniem nazwano krater na Księżycu oraz niewielką planetoidę (2030) Belyaev.
- Universal Astronaut Insignia za lot orbitalny (nr 14, pośmiertnie) – Stowarzyszenie Uczestników Lotów Kosmicznych (Association of Space Explorers(inne języki))[3]